# Västerrå i Österrå
Västerrå i Österrå – miejscowości (småort) w Szwecji w gminie Sollefteå w regionie Västernorrland. Około 56 mieszkańców.